# Нокардіоз
Нокардіо́з (англ. Nocardiosis) — сапронозне захворювання, яке спричинюють бактерії роду Nocardia. Перебігає гостро, підгостро або хронічно як шкірна, легенева і дисемінована форма.

## Актуальність
Поширеність хвороби в світі невідома. У США щорічно реєструють 500—1000 випадків.

## Етіологія
Представники роду Nocardia — аеробні актиноміцети, що є убіквітарними (повсюдними) сапротрофами та поширені у ґрунті, органічних рештках, прісній та солоній воді. Нині виявлено близько 100 видів цього роду. Під час оптичної мікроскопії мазків, пофарбованих за Грамом, клінічних матеріалів або культур тканин видно нитчасту, бісероподібну та розгалужену структуру цих грам-позитивних бактерій з характерною морфологією. У різних видів Nocardia виділено імунодомінантні антигени, що дає можливість проводити серологічні дослідження. Більшість захворювань у людей спричинюють Nocardia abscessus, N. farcinica, N. asteroides sensu stricto, N. cyriacigeorgica, N. brasiliensis, комплекси N. brevicatena, N. paucivorans, N. nova, N. transvalensis. Види роду Nocardia також спричинюють хвороби у тварин, включаючи мастит великої рогатої худоби і споротрихоїдний нокардіоз коней. Вперше представника з роду Nocardia виявив французький ветеринар і мікробіолог Едмонд Нокард, на честь якого й було названо род.

## Епідеміологічні особливості
Оскільки нокардіоз належить до сапронозів, то резервуар інфекції — ґрунт. Механізм передачі контактний, шлях передачі рановий. Можливі також аерогенне передача збудника повітряно-краплинним або повітряно-пиловим шляхом і передача аліментарним шляхом з їжею через пошкоджені слизові оболонки шлунково-кишкового тракту. Сприйнятливість до нокардій, як до всіх умовно-патогенних бактерій, низька в осіб з нормальним імунним статусом і підвищена при імунодефіцитних.

## Патогенез
Нокардіоз є класичною опортуністичною інфекцією. Збудник потрапляє в організм через респіраторний тракт, рідше — через пошкоджену шкіру. Прояви нокардіозу визначаються видовою характеристикою збудника, місцем проникнення, тканинним тропізмом, здатністю пережити початковий нейтрофільний фагоцитарний напад лейкоцитів та характером імунної відповіді. Т-клітинно-опосередкований імунітет є головним захистом проти нокардій. Вони нейтралізують вільні радикали нейтрофілів, блокують злиття лізосом із фагосомами і перешкоджають дії лізосомних ферментів, через що нейтрофіли виявляються нездатними знищити нокардій, вони можуть лише призупинити їхнє розмноження, тобто виявляють в такій ситуації помірну бактеріостатичну дію. На місці проникнення збудника виникають інфільтрати. Характерна гематогенна дисемінація у внутрішні органи, мозок, підшкірну клітковину, з утворенням численних мікроабсцесів. Нерідко нашаровується вторинна, переважно стафілококова інфекція. У виникненні захворювання велике значення має преморбідний стан організму. Нокардіоз є найбільш проблематичним у людей з порушенням імунітету, опосередкованого Т-клітинами. Більшість випадків дисемінованого нокардіозу розвивається у осіб з імунодефіцитними захворюваннями або пацієнтів, які отримують імуносупресивну терапію. У дітей велике значення має наявність хронічних гранульоматозних захворювань, первинних імунодефіцитів.

## Клінічні ознаки
За клінічними ознаками нокардіоз поділяється на первинний і вторинний.

### Первинний нокардіоз
Включає три клінічні форми:
- легеневу;
- генералізовану (септичну);
- міцетому (хронічне ураження шкіри, підшкірної клітковини, кісток).

#### Легенева форма
Захворювання розвивається поступово; з'являється слабкість, нездужання, нічне потовиділення, періодично підвищується температура тіла до субфебрильних цифр. Починає турбувати кашель, спочатку сухий, потім з мокротою. Мокрота гнійна з прожилками крові. Хвороба поступово прогресує. Хворий слабшає, зникає апетит, вага тіла неухильно знижується, посилюється головний біль, розвивається безсоння. При залученні в процес плеври з'являється колючий біль у грудній клітці, що посилюється при вдиху. Може вислуховуватися шум тертя плеври. Надалі визначається розпад легеневої тканини з утворенням множинних порожнин. Патологічний процес з легень може переходити на плевру, середостіння, перикард, грудну стінку. При цьому можливе утворення фістульних ходів, проникаючих у перикард, ендокард, іноді вони розкриваються норицями на поверхню шкіри, виділяючи гній.

#### Генералізований (септичний) нокардіоз
Є подальшим розвитком легеневого нокардіозу, при якому настає гематогенна дисемінація з утворенням численних вторинних гнійних вогнищ — абсцесів. Такий процес виникає у осіб з різними імунодефіцитами. Захворювання набуває септичний перебіг. Клінічна симптоматика складається з проявів легеневої форми, додатково до яких приєднуються ознаки вогнищевих уражень різних органів (головного мозку, нирок, очей, селезінки, підшлункової залози тощо). Особливо часто виникає гнійний менінгіт, менінгоенцефаліт, абсцес мозку. Стан хворого швидко погіршується, наростають загальномозкові прояви (сильний головний біль, блювання, сонливість, оглушення, гіперкінези тощо). Це, як правило, закінчується смертю хворого.

#### Первинний нокардіоз шкіри
Локалізується зазвичай на стопі, де поступово розвиваються глибокі інфільтрати, виразки шкіри і нориці. Ці ураження характеризується як міцетома чи мадурська стопа. Найчастіше серед нокардій цю форму спричинює N. brasiliensis.
Післяопераційні інфекційні ускладнення ран через бактерій роду Nocardia рідкісні, але описані випадки нозокоміальної передачі. Травматичний інокуляційний нокардіальний артрит зустрічається рідко. Він являє собою підгострий або хронічний монартрит, як правило, пов'язаний з коліном.
Травматичний або післяопераційний нокардіальний кератит часто відбувається в Азії та у мандрівників, що повертаються звідти. Травматичний нокардіальний ендофтальміт також спостерігається в рідкісних випадках.

### Вторинний нокардіоз
Підрозділяється на:
- легеневий
- генералізований (септичний).

#### Легеневий вторинний нокардіоз
Нашаровується на різні хронічні ураження органів дихання, особливо якщо при них формуються порожнини (абсцеси легенів, бронхоектази, туберкульоз легенів тощо). Клінічні прояви складаються з симптоматики основного захворювання і нокардіозної інфекції. Спочатку переважають ознаки основного захворювання, потім стан хворого починає швидко і неухильно погіршуватися, наростають інтоксикація і виснаження хворого, з'являються характерні для нокардіозу інфільтрати в легенях з подальшим формуванням множинних порожнин. Терапія, що проводиться проти основного захворювання, виявляється абсолютно неефективною, хвороба швидко переходить у генералізовану форму.

#### Генералізований вторинний нокардіоз
Розвивається швидше, ніж при первинному нокардіозі, так як основне захворювання призводить до пригнічення захисних сил організму, що є необхідною умовою для розвитку септичного стану. Особливістю перебігу нокардіозу у ВІЛ-інфікованих є як раз те, що дуже швидко формується септичний перебіг.

## Діагностика
При рентгенологічному дослідженні виявляються інфільтративні зміни як вогнища різних розмірів, які іноді, зливаючись, охоплюють цілий сегмент або декілька сегментів легені.
Діагноз нокардіозу встановлюють за результатами росту культури збудника, виділеного з вогнища ураження. Нокардії найкраще ідентифікують у біоптатах дихальних шляхів, шкіри, а також в аспіраті абсцесів. Серологічна та генетична ідентифікація нокардій у широкій клінічній практиці наразі недоступна.

## Лікування
Необхідна тривала антибактеріальна терапія. Імуносупресивні препарати, якщо вони призначалися, продовжують разом зі специфічною антибактеріальною терапією. Основою для лікування нокардіозу є триметоприм-сульфаметоксазол. Додаткова / альтернативна терапія включає карбапенеми (іміпенем або меропенем, але не етрапенем), цефалоспорини III покоління (цефотаксим чи цефтріаксон) й амікацин як монотерапія або в комбінації. Комбіновану парентеральну терапію обов'язково призначають хворим з тяжким перебігом. Для профілактики рецидиву захворювання лікування має бути тривалим (6–12 міс. і більше) в залежності від форми захворювання та імунного статусу хворого. За показаннями застосовують хірургічні методи лікування.

## Профілактика
Специфічної профілактики нокардіозу не розроблено. Слід дотримуватися гігієни, попереджати травмування шкіри. У хворих на ВІЛ-інфекцію ефективність хіміопрофілактики нокардіозу триметоприм-сульфаметоксазолом не була доведеною, однак, випадки нокардіозу у таких хворих, як правило, діагностувалися в тих, хто не отримував триметоприм-сульфаметоксазол як профілактику проти інших збудників.